# Aphanisticus distinctus
Aphanisticus distinctus – gatunek chrząszcza z rodziny bogatkowatych i podrodziny Agrilinae.
Gatunek ten opisany został po raz pierwszy w 1864 roku przez J.P.O.A. Édouarda Perrisa na łamach „Annales de la Société entomologique de France”.
Chrząszcz o wydłużonym ciele długości od 4 do 4,8 mm, smuklejszym niż u A. pusillus, ale tęższym niż u A. elongatus, od 3,8 do 4,2 raza dłuższym niż szerokim. Ubarwienie ma lśniąco czarne, czasem ze słabym połyskiem brązowym. Głowa ma bardzo silnie wykształconą pośrodkową bruzdę czołową, głębszą niż u A. emarginatus, dochodzącą do samego brzegu przedplecza, kanciastą na bocznych brzegach. Wydłużone ku tyłowi oczy umieszczone są na przedniej powierzchni. Skronie są niemal niesklepione. Czułki zwieńczone są czteroczłonowymi, ząbkowanymi buławkami. Przedplecze jest szersze niż dłuższe, wyraźniej niż u A. elongatus sercowate, najszersze w przedniej ⅓. Na powierzchni ma wyraźne poprzeczne bruzdy i garbki, a przy podstawie wgłębienie połączone z bruzdą środkową. Rowki boczne ma szersze niż u A. elongatus. Pokrywy na powierzchni mają podłużne szeregi punktów.
Owad ten jest monofagiem Juncus acutus z rodziny sitowatych. Rozwój larw trwa od kwietnia do czerwca. Żerowiska ich podobne są do tych u A. emarginatus.
Gatunek palearktyczny o rozsiedleniu zachodniośródziemnomorskim. Znany jest z Portugalii, Hiszpanii, Francji, Włoch i Afryki Północnej.